# أندرياس شيفر
أندرياس شيفر (بالمجرية: Schäfer András) هو لاعب كرة قدم مجري في مركز الوسط، ولد في 13 أبريل 1999 في زومباثلي في المجر. لعب مع نادي جنوى.

## وصلات خارجية
- أندرياس شيفر على موقع الاتحاد الدولي (مؤرشف)  (الإنجليزية)
- أندرياس شيفر على موقع الاتحاد الأوربي (الإنجليزية)
- أندرياس شيفر على موقع اتحاد المجر (الهنغارية)
- أندرياس شيفر على موقع إي إس بي إن إف سي (الإنجليزية)
- أندرياس شيفر على موقع قاعدة بيانات كرة القدم.إي يو (الإنجليزية)
- أندرياس شيفر على موقع ناشيونال فوتبول تيمز (الإنجليزية)
- أندرياس شيفر على موقع Soccerbase.com (لاعب) (الإنجليزية)
- أندرياس شيفر على موقع Soccerway.com (الإنجليزية)
- أندرياس شيفر على موقع عالم كرة القدم.نت (الإنجليزية)